# Nima Arkani-Hamed
Nima Arkani-Hamed (persky: نیما ارکانی-حامد) (* 5. dubna 1972 Houston) je americko-kanadský teoretický fyzik íránského původu, zabývající se fyzikou vysokých energií, strunovou teorií a kosmologií. Arkani-Hamed je pracovníkem Ústavu pro pokročilá studia v Princetonu, a ředitelem Centra pro budoucí fyziku vysokých energií v Číně v Pekingu. Dříve působil jako profesor na Harvardově univerzitě a na Kalifornské univerzitě v Berkeley.

## Mládí
Rodiče Arkani-Hameda, Jafargholi "Jafar" Arkani-Hamed a Hamideh Alastiová jsou oba fyzici z Íránu. Jeho otec se narodil v Tabrízu a byl předsedou oddělení fyziky na Sharif University of Technology v Teheránu, později učil vědy o Zemi a planetární vědy na McGillově univerzitě v Montrealu. Arkani-Hamed emigroval do Kanady ještě jako dítě se svou rodinou.

## Akademická kariéra
Arkani-Hamed absolvoval Torontskou univerzitu, kde v roce 1993 získal titul z matematiky a fyziky. Na další studium přešel na Kalifornskou univerzitu v Berkeley, jeho školiteme byl Lawrence Hall. Jeho diplomová práce se týkala studia supersymetrie a vůně, disertační práce se týkala supersymetrie a problému hierarchie. Doktorský titul získal roku 1997 a odešel do Stanford Linerar Accelerator Center na Stanfordově univerzitě jako postdoktorand. Během této doby pracoval se Savasem Dimopoulosem a společně vyvinuli paradigma velkých dodatečných dimenzí.
V roce 1999 nastoupil na katedru fyziky na Kalifornské univerzitě v Berkeley. V roce 2001 si vzal volno a odjel na Harvardovu univerzitu. Zde pracoval s Howardem Georgim a Andrewem Cohenem na myšlence emergentních dodatečných rozměrů, nazvané dimenzionální dekonstrukce. Tyto myšlenky nakonec vedly k vývoji teorie malého Higgsu.
Oficiálně začal na Harvardu pracovat od podzimu roku 2002. Objevil se v různých televizních programech a novinách, kde hovořil o prostoru, času a rozměru a o současném stavu teoretické fyziky. V roce 2003 získal Gribovovu medaili Evropské fyzikální společnosti a v létě roku 2005 získal na Harvardu cenu Fí beta kappa za kvalitní výuku. V roce 2013 se objevil v dokumentárním filmu Částicová horečka. V roce 2008 získal cenu Raymonda a Beverly Sacklerových na Telavivské univerzitě pro mladé vědce, kteří učinili vynikající a zásadní příspěvky ve fyzice.
Arkani-Hamed byl zvolen členem Americké akademie umění a věd v roce 2009. V roce 2010 pronesl Messengerovy přednášky na Cornellově univerzitě.
Na Harvardově university působil jako profesor do roku 2008, nyní pracuje na Ústavu pro pokročilá studia. Arkani-Hamed se v roce 2015 stal nositelem Fundamental Physics Prize.

## Vyznamenání a ocenění
V červenci 2012 byl účastníkem zahajovacího ceremoniálu ocenění Fundamental Physics Prize, vytvořeného fyzikem a internetovým podnikatelem Jurijem Milnerem. V roce 2008 obdržel Sacklerovu cenu na Telavivské univerzitě, Gribovovu medaili Evropské fyzikální společnosti v roce 2003. Bylo mu uděleno Packardovo a Sloanovo stipendium v roce 2000.

## Vybraná díla
- Paradigma velkých dodatečných dimenzí (s Gia Dvalim a Savasem Dimopoulosem):

N. Arkani-Hamed; S. Dimopoulos; G. Dvali (1998). "The Hierarchy Problem and New Dimensions at a Millimeter". Phys. Lett. B. 429 (3-4): 263–272. arXiv:hep-ph/9803315. Bibcode:1998PhLB..429..263A. doi:10.1016/S0370-2693(98)00466-3. 
I Antoniadis; N. Arkani-Hamed; S. Dimopoulos; G. Dvali (1998). "New Dimensions at a Millimeter to a Fermi and Superstrings at a TeV". Phys. Lett. B. 436 (3-4): 257–263. arXiv:hep-ph/9804398. Bibcode:1998PhLB..436..257A. doi:10.1016/S0370-2693(98)00860-0. 
N. Arkani-Hamed; S. Dimopoulos; G. Dvali (1999). "Phenomenology, Astrophysics and Cosmology of Theories with Sub-Millimeter Dimensions and TeV Scale Quantum Gravity". Phys. Rev. D. 59 (8): 086004. arXiv:hep-ph/9807344. Bibcode:1999PhRvD..59h6004A. doi:10.1103/PhysRevD.59.086004. 
Arkani-Hamed, Nima; Savas Dimopoulos; Georgi Dvali (August 2000). "The Universe's Unseen Dimensions". Scientific American. 283 (2): 62–69. doi:10.1038/scientificamerican0800-62. PMID 10914401. 
- Dimenzionální dekonstrukce (s Howardem Georgim a Andrewem Cohenem):

N. Arkani-Hamed; A.G. Cohen; H. Georgi (2001). "(De)Constructing Dimensions". Phys. Rev. Lett. 86 (21): 4757–4761. arXiv:hep-th/0104005. Bibcode:2001PhRvL..86.4757A. doi:10.1103/PhysRevLett.86.4757. PMID 11384341. 
- Teorie malého Higgsu:

N. Arkani-Hamed; A. G. Cohen; H. Georgi (2001). "Electroweak symmetry breaking from dimensional deconstruction". Phys. Lett. B. 513: 232–240. arXiv:hep-ph/0105239. Bibcode:2001PhLB..513..232A. doi:10.1016/S0370-2693(01)00741-9. 
N. Arkani-Hamed; A.G. Cohen; T. Gregoire; J.G. Wacker (2002). "Phenomenology of Electroweak Symmetry Breaking from Theory Space". JHEP. 0208 (08): 020. arXiv:hep-ph/0202089. Bibcode:2002JHEP...08..020A. doi:10.1088/1126-6708/2002/08/020. 
N. Arkani-Hamed; A.G. Cohen; T. Gregoire; E. Katz; A.E. Nelson & J.G. Wacker (2002). "The Minimal Moose for a Little Higgs". JHEP. 0208 (08): 021. arXiv:hep-ph/0206020. Bibcode:2002JHEP...08..021A. doi:10.1088/1126-6708/2002/08/021. 
N. Arkani-Hamed; A.G. Cohen; E. Katz; A.E. Nelson (2002). "The Littlest Higgs". JHEP. 0207 (07): 034. arXiv:hep-ph/0206021. Bibcode:2002JHEP...07..034A. doi:10.1088/1126-6708/2002/07/034. 
- Fadějevův-Popovův duch:

N. Arkani-Hamed; H.C. Cheng; M. A. Luty; S. Mukohyama (2004). "Ghost condensation and a consistent infrared modification of gravity". JHEP. 0405 (05): 074. arXiv:hep-th/0312099. Bibcode:2004JHEP...05..074H. doi:10.1088/1126-6708/2004/05/074. 
- Split supersymetrie (se Savasem Dimopoulosem):

N. Arkani-Hamed; S. Dimopoulos (2005). "Supersymmetric unification without low energy supersymmetry and signatures for fine-tuning at the LHC". JHEP. 0506 (06): 073. arXiv:hep-th/0405159. Bibcode:2005JHEP...06..073A. doi:10.1088/1126-6708/2005/06/073. 
N. Arkani-Hamed; S. Dimopoulos; G.F. Giudice; A. Romanino (2005). "Aspects of split supersymmetry". Nucl. Phys. B. 0709: 3–46. arXiv:hep-ph/0409232. Bibcode:2005NuPhB.709....3A. doi:10.1016/j.nuclphysb.2004.12.026. 
- Temná hmota:

N. Arkani-Hamed; N. Weiner (2008). "LHC Signals for a SuperUnified Theory of Dark Matter". JHEP. 0812 (12): 104. arXiv:0810.0714. Bibcode:2008JHEP...12..104A. doi:10.1088/1126-6708/2008/12/104. 
N. Arkani-Hamed; D.P. Finkbeiner; T.R. Slatyer; N. Weiner (2009). "A Theory of Dark Matter". Phys. Rev. D. 79: 015014. arXiv:0810.0713. Bibcode:2009PhRvD..79a5014A. doi:10.1103/PhysRevD.79.015014. 
- Rozptyl amplitud:

N. Arkani-Hamed; F. Cachazo; C. Cheung & J. Kaplan (2010). "A Duality for the S Matrix". JHEP. 1003 (3): 020. arXiv:0907.5418. Bibcode:2010JHEP...03..020A. doi:10.1007/JHEP03(2010)020. 
N. Arkani-Hamed; J. Bourjaily; F. Cachazo; S. Caron-Huot; et al. (2011). "The All-Loop Integrand For Scattering Amplitudes in Planar N=4 SYM". JHEP. 1101: 041. arXiv:1008.2958. Bibcode:2011JHEP...01..041A. doi:10.1007/JHEP01(2011)041. 

## Přednášky
1. "The Future of Fundamental Physics" five lectures given at Cornell October 4–8, 2010 in the Messenger Lecture series.[13]
2. "Introduction to Scattering Amplitudes" five lectures given at Cornell October 4–8, 2010, focus on n=4 supersymmetric Yang-Mills Theory.[14]